# Glicogenosi
Les glicogenosis (GSD, de l'anglès “Glycogen Storage Disease”) són trastorns hereditaris, habitualment autosòmics recessius, que afecten al metabolisme del glicogen. Pràcticament, totes les proteïnes involucrades en la síntesi o degradació del glicogen i la seva regulació han estat descobertes com a conseqüència d'algun tipus de GSD. El glicogen oposat en aquests trastorns no és normal, ja sigui en quantitat o en qualitat.
La freqüència de tots els tipus de glicogenosis és, a Europa, d'aproximadament 1/20.000- 25.000 nascuts vius. Les més comunes, el 90% del total, són: I, II, III, i VI.
Les glicogenosis poden classificar-se en diferents categories, en funció del seu mecanisme fisiopatològic o de producció segons els defectes enzimàtics identificats i de vegades, en funció de característiques clíniques diferenciades:
- De fisiopatologia hepàtica hipoglucèmica: inclou les glicogenosis tipus *Ia, *Ib, III, VI;
- De fisiopatologia muscular: inclou les glicogenosis tipus V, VII i els defectes de la glucòlisi que no causen acumulació de glicogen;
- De fisiopatologia peculiar, com les glicogenosis tipus II i IV.

Les glicogenosis musculars són normalment subdiagnosticades. El fetge i el múscul tenen quantitats abundants de glicogen i són els teixits més comú i seriosament afectats. A causa que el metabolisme dels carbohidrats és el responsable de l'homeòstasi de la glucosa en el plasma, les GSD que afecten al fetge tenen hepatomegàlia i hipoglucèmia com a trastorns més habituals.
En contraposició, el paper del glicogen en el múscul és proporcionar substrats que permetin la generació d'ATP necessària per a la contracció muscular.

## Quadre clínic
Els problemes predominants de les GSD que afecten al múscul són enrampades musculars, intolerància a l'exercici, tendència a la fatiga i progressiva feblesa.

## Investigació
Fins avui els estudis epidemiològics efectuats a tot el món són escassos, en comparació d'altres patologies més rellevants (a Espanya encara no s'ha realitzat cap estudi d'aquestes característiques). A més, hi ha estudis publicats que tenen una certa antiguitat, doncs abasten des dels primers, que es van publicar en la dècada de 1970, fins als que han sortit l'any 2002.

## Tipus de glicogenosis
- La GSD tipus 0 és deguda a una deficiència de la glicogen-sintetasa, poc freqüent en els humans. Estrictament parlant, no és una GSD, perquè no existeix emmagatzematge de glicogen. Els pacients presenten a edats primerenques hipoglucèmia en dejú i hipercetonèmia. No existeix hepatomegàlia ni hiperlipidèmia. Després de les menjades pot sorgir hiperglucèmia i hiperlactiacidèmia (la glucosa en absència de l'enzim és preferentment convertida en lactat). Abans del desdejuni o després del dejuni poden ocórrer convulsions hipoglucèmiques ocasionals. El glicogen hepàtic es troba disminuït a causa de la seva reduïda síntesi.

- Glicogenosi tipus I o malaltia de Von Gierke.

- Glicogenosi tipus II o malaltia de Pompe.

- La GSD tipus III, o malaltia de Forbes i Cori.

- La GSD tipus IV, o malaltia d'Andersen.

- Glicogenosi tipus V o malaltia de McArdle.

- La GSD tipus VI, o malaltia de Hers.

- La GSD tipus VII, o malaltia de Tarui.

- La GSD tipus VIII, està caracteritzada ultraestructuralment per una acumulació de rosetes (partícules alfa) de glicogen en el sistema nerviós central. És una variant extremadament rara.

- La GSD tipus IX. Els símptomes clínics i les alteracions bioquímiques, tant de la GSD tipus IX com de la tipus VI són, d'alguna forma, semblants. No obstant això, existeix una gran heterogeneïtat clínica i genètica.

- La GSD tipus XI, també coneguda com a Síndrome de Fanconi - Bickel, és una deficiència de la proteïna transportadora GLUT2, que generalment sorgeix en el primer any de vida: absència de creixement, hepatomegàlia, hipoglucèmia en dejú...

- La GSD tipus XII, és un defecte de l'aldolasa A, que provoca un bloqueig en la fase terminal de la glucòlisi, originant miopatia i un tret hemolític. La GSD tipus XIII, de recent descobriment (esmentat per Scarlato i col.), es tracta d'una deficiència hereditària de la beta-enolasa.

## Formes clíniques
En funció del grau d'afectació es poden classificar:
- Tipus 1: fatiga muscular o feblesa molt lleu que de vegades s'etiqueta de psicogènica.
- Tipus 2: fatiga muscular, feblesa progressiva d'inici molt tardà, passats els 50 anys.
- Tipus 3: feblesa moderada congènita.
- Tipus 4: miopatia infantil fatal en els primers mesos per problemes respiratoris.